# Schedophilus velaini
Schedophilus velaini är en fiskart som först beskrevs av Sauvage, 1879.  Schedophilus velaini ingår i släktet Schedophilus och familjen svartfiskar. Inga underarter finns listade i Catalogue of Life.